# Научное общество имени Тараса Шевченко
«Научное общество им. Шевченко» (укр. Наукове товариство ім. Шевченка, НТШ) — международная научная организация, объединяющая украинских ученых и интеллектуалов со всего мира. Основано в 1873 году во Львове. Преследовалась польскими и советскими властями в 1920-х и 30-х гг., восстановлена в 1947 году в Западной Европе и Соединенных Штатах Америки, где уже известна как Shevchenko Scientific Society. С 1989 организация вновь действует на территории Украины.
В украинской истории это прежде общественное заведение, которое, следуя идее Тараса Шевченко служения Украине, присвоила себе его имя (первоначальное название института — «Общество имени Шевченко»). После первого этапа развития, связанного с издательской литературной деятельностью, Общество начало работать по обновленному уставу, принятому в 1892 г., и тем самым превращается в многопрофильную академию наук — с неизменным приоритетом к проблемам украиноведения.

## История создания и деятельности
Общество им. Шевченко основано по инициативе девяти представителей народнической партии, между которыми особенно роль играли Е. Огоновский, Романчук и С. Качала.
Первичной задачей общества было развитие украинской литературы и науки, в обход существовавшей в то время российской цензуры (См. статью Эмсский указ), издание книг на украинском языке для чего обществом была приобретена типография.
В течение большей части истории общества его структуру определяли три секции:
- Историко-философская
- Филологическая
- Естественно-математико-медицинская

В 1892 г. с появлением первого тома «Записок НТШ», а потом и других серийных научных сборников, началось научное развитие Общества. Значительно широкую и разностороннюю деятельность «Товариство» развивает начиная с 1894 года, после появления во Львове, в качестве профессора русской истории в местном университете, магистра университета святого Владимира М. С. Грушевского, который вскоре становится председателем («головой») «Товариства». Под председательством Михаила Грушевского (1897—1913): большой размах набрал выпуск многочисленных серийных и монографических изданий, приобретено несколько больших домов, начато создание музеев, библиотеки и архивов. С этого времени общество получает всеукраинскую известность.
Академический статус Общества закреплен введением элитарного корпуса ведущих ученых — действительных членов НОШ. В этот период появилось ряд фундаментальных сборников и монографий, связанных со студиями украинский истории, словесности и этнографии (в частности многотомная «История Украины-Руси» Михаила Грушевского).
Интеллектуально-организационное сердце НОШ в период тогдашнего очень плодотворного этапа деятельности Общества, создавала «золотая троица» в лице Михаила Грушевского (председатель Общества, историк), Ивана Франко (председатель Филологической секции) и Владимира Гнатюка (научный секретарь, научные интересы — фольклор и этнография).
Первая мировая война радикально изменила судьбу НТШ. В 1914—15 гг. Общество было закрыто, уничтожены его коллекции и типография. Также следующее послевоенное возрождение НОШ проходило в условиях польских репрессий и экономической дискриминации. Однако Общество продолжало свою деятельность, выходили «Записки НТШ» и другие сборники. Приобрели значительный вес научные направления, формировались новые музеи и природные заповедники. Вышла в свет первая украинская Общая Энциклопедия. Приобрела особое значение Библиотека украиники НТШ.
В 1940 г. после прихода в Львов большевиков Общество было разгромлено, его музеи и коллекции расчленены между различными учреждениями, отдельные деятели репрессированы и даже физически уничтожены (Г. Зубик , К. Студинский , П. Франко , В. Старосольский).
Однако уже после войны многочисленные деятели НТШ, что отправились в эмиграцию, на своем съезде в Баварии в 1947 г. возобновили деятельность НТШ. В связи с миграцией перемещенных лиц в различные страны мира в диаспоре образовалось четыре краевые центры НОШ:
- в США (с 1947 г.),
- Канаде (1949)
- Австралии (1950);
- западноевропейская ячейка НТШ переселилась в Сарсель под Парижем, где под руководством проф. В. Кубийовича сформировался Институт Энциклопедии украиноведения.

На протяжении последних пятидесяти лет диаспорные краевые центры НОШ представляли в мире украинскую науку, в первую очередь украиноведение.
В период перестройки и с приближением развала СССР ученые Львова 21 октября 1989 г. возобновили деятельность НТШ на Украине, как общественного сектора украинской науки. Первым председателем восстановленного НОШ стал Олег Николаевич Романов — профессор, член-корреспондент НАН Украины, заслуженный деятель науки и техники Украины, известный украинский ученый в области механики материалов, организатор науки, инициатор возрождения и долголетний председатель Научного общества им. Шевченко (НОШ) в Украине, Генеральный Секретарь Всемирного Совета НТШ.
За годы новой украинский независимости НОШ превратилось в общеукраинскую общественную академию с центром во Львове. Деяльность Общества охватывает 6 научных секций и 35 комиссий, Донецкое отделение НТШ, а также 15 территориальных ячеек, преимущественно в областных центрах Украины. В них расположена администрация Общества, библиотека, сессионные помещения, Опытно-издательский центр НТШ, включающая компьютерный центр, типографию и «украинский книжный магазин научного Общества им. Шевченко». Самым весомым достижением возрожденного Общества является активная издательская деятельность, она включает выпуск многочисленных серийных изданий, в частности «Записок НТШ». Некоторые территориальные ячейки НТШ основали свои серийные издания (Донецкое отделение, Черкасский центр и др.)

## Выдающиеся личности (1873—1939)
Инициативу его создания на подавстрийских территории в Галиции связывают прежде всего с именами историка Владимира Антоновича и писателя Александра Конисского, хотя уставные членами учредителями могли стать только галичане. Среди последних видное место принадлежит Корниле Сушкевичу (первый председатель Общества), Степану Качале, Омельяну Огоновскому, Юлиану Романчуку.
Меценатами Общества (в первую очередь его типографии) стали представители известных украинских фамилий — Дмитрий Пильчиков, Елизавета Милорадович-Скоропадская, Михаил Жученко. Виднейшими основателями зданий Общества были Василий Симиренко, Павел Пелехин, Евгений Чикаленко, Теофил Дембицкий. Видные деятели Общества на первом этапе его деятельности: Корнило Сушкевич, Емельян Огоновский, Сидор Громницкий, Александр Барвинский. Последний, вместе с Юлианом Целевич, инициировал трансформацию Общества в научную академию. На этом следующем этапе деятельности НОШ взлелеяло и сплотило целую плеяду ученых, создавших фундамент современного украиноведения. В рамках Историко-философской секции под руководством Михаила Грушевского выросла значительная историческая школа. Это прежде всего Степан Томашивский, Иван Джиджора, Иван Крипякевич , Мирон Кордуба.
К когорте ученых-юристов и общественника принадлежали Кость Левицкий, Владимир Охримович, Владимир Старосольский, Станислав Днестрянская , Михаил Лозинский, Василий Панейко. Филологическая секция, кроме Ивана Франко, имела много выдающихся ученых. Среди них: Емельян Огоновский, Степан Смаль-Стоцкий, Николай Сумцов, Кирилл Студинский, Сергей Ефремов, Василий Щурат, Евгений Тимченко, Михаил Возняк, Иван Зилинский, этнологи Владимир Гнатюк, Федор Вовк, Александр Колесса и Филарет Колесса, Владимир Шухевич, Илларион Свенцицкий.
Особенно интересным было развитие третьей секции, которая охватывала широкий спектр наук, начиная от математики до медицины и в рамках которой впервые в украинской истории начато генерирование русскоязычного научного продукта в сфере сжатых наук. Здесь ярко выделяются имена математика Владимира Левицкого, естествоиспытателей Ивана Верхратского, Ивана Раковского и Николая Мельника, электротехника Ивана Пулюя, всемирно известного биохимика и одновременно парламентского деятеля Ивана Горбачевского, врачей Евгения Озаркевича, Тита-Евгения Бурачинського. Мировой уровень деятельности НОШ подтверждает участие его делегатов в международных конференциях (Прага, Париж, Варна, София, Санкт-Петербург), а также многочисленные иностранные действительные члены НТШ. Среди них Альберт Эйнштейн, Александр Брюкнер, Ян Бодуэн де Куртенэ, Давид Гильберт, Альфред Енсен, Раймунд Кайндль, Феликс Кляйн, Андре Мазон, Томаш Масарик, Любор Нидерле, Макс Планк, Алексей Шахматов , Ватрослав Ягич и другие. Несмотря на сложные политические и экономические обстоятельства польской оккупации в межвоенный период, деятельность НОШ успешно развивали историки Иван Крипякевич, Мирон Кордуба, филологи Василий Симович , Михаил Возняк , Кирилл Студинский , Василий Щурат.
Появились выдающиеся личности в новых направлениях наук Иван Фещенко-Чопивский (металлургия), Владимир Кучер, Александр Смакула, Зенон Храпливого, Остап Стасив (физика). На новый уровень вышла географические студии под руководством Владимира Кубийовича. Основателем современной энциклопедического дела следует считать проф. Ивана Раковского.

## Издательское дело
В первые двадцать лет деятельность общества ограничивалось поддержкой некоторых периодических изданий (журнал «Правда»), особую роль сыграв в становлении главных общенациональных журналов: ежедневной газеты «Дело» (с 1880 г.), двухнедельника «Заря» (1885—1897) и «Литературно-научный вестник» (1898—1913).
Главным серийным изданиям «Товариства» всех периодов его существования стали «Записки НТШ» (ЗНТШ), издававшиеся с 1892 г., к развитию которых особенно приложился Михаил Грушевский (под редакцией М. Грушевского получилось 107 томов ЗНТШ).
Кроме ЗНТШ также начат целый ряд других серийных изданий. В 1895 году начат серийный сборник «Жерела до історії України-Руси» (всего 22 тома), «Памятники украинско-русскому языку и литературе» (8 томов), «Этнографический сборник» (40 томов), «Материалы к украинско-русской этнологии»(22 тома), «Студии с поля общественных наук и статистики», «Журнал юридический и экономический». Кроме того, выходили «Сборник Историко-философской секции», «Сборник Филологической секции» и другие серийные издания. В 1897 г. впервые в истории украинского народа появилось украиноязычное серийное издание в области естественных и технических наук — «Сборник Математически-природописно-врачебной секции», а также далее отдельно «Лекарственный сборник». В этих изданиях ведущие деятели НОШ закладывали основы украинской научной, медицинской и технической терминологии.
Под редакцией Владимира Гнатюка, научного секретаря НТШ, с 1900 г. начал выходить информационный ежеквартальник о деятельности Общества — «Хроника НОШ», одновременно на украинском и немецком языках. К популяризации украинских писателей до Первой мировой войны особенно причинилося библиотека НТШ в рамках «Украинский-русской библиотеки».
Среди первых монографических трудов деятелей Общества следует назвать «Studien aus dem Gebiete Ruthenisher Sprache» Емельяна Огоновского, «Тарас Шевченко-Грушевский, хроника его жизни» Александра Конисского в двух томах. Главной фундаментальной монографической работой, созданной в НТШ, следует считать «Историю Украины-Руси» Михаила Грушевского — 8 томов которой появилось протяжении его деятельности в НОШ. Среди многочисленных монографических исследований деятелей Общества, опубликованных впервые в сборниках НТШ, следует назвать серию работ Ивана Франко, Владимира Гнатюка, пятитомник В. Шухевича «Гуцульщина».
Следствием совместной работы подвижников НОШ стала первая «Украинская Общая Энциклопедия» под редакцией И. Раковского, «Большая история Украины» и «История Украинского Войска» из издательства И. Тиктора . В 1937 г. среди многочисленных трудов Географической комиссии НТШ вышел «Атлас Украины и пограничных краев» под редакцией Владимира Кубийовича. В 30-х годах накануне новой мировой войны возросла функция НТШ, как издателя журналов культорологического направления. Среди них «Украинская книга» (с 1937 г.), «Украинская музыка» (1939 г.) журнал «Современное и прошлое» (1939 г.).
Общий издательский задел НОШ по состоянию на сентябрь 1939 составлял почти 1200 томов сборников, монографий, журналов и т. д. Значительное количество изданий, выпущенных Обществом им. Шевченка, были переведенные на украинский язык сочинения русских историков — Костомарова, Иловайского, Антоновича, Дашкевича, Драгоманова, Линниченко и других. О научном уровне работ НОШ как академического центра Украинский славистики свидетельствовал широкий обмен изданиями с научными учреждениями и библиотеками на всех пяти континентах. Так например в 1909 г. такой обмен осуществился из 244 учреждениями в 28 странах мира (в частности с 22 центрами в США).
Единственной в своем роде мировой сокровищницей украинской культуры стала библиотека НТШ. По состоянию на 1939 г. она насчитывала 350 тыс. единиц (книг, журналов, старопечатных книг, рукописей — в том числе уникальных сборников украинской периодики XIX века). В настоящее время в составе НОШ сформировано пять паритетных музейных сборников (археологическая, этнографическая, художественная, естественная, также отдельно музей военно-исторических памятников).

## Научное общество им. Шевченко за пределами Украины
В г. Берхтесгадене (Западная Германия) 30 июня 1947 г. по решению общего собрания членов «Товариства» в эмиграции под председательством В. Кубийовича и И. Раковского была восстановлена деятельность Общества. Впоследствии были созданы центры (помимо европейского) в США , Канаде и Австралии.

### США
Самой масштабной следует признать диаспорную деятельность Общества в США с главным центром в Нью-Йорке, где в собственном доме были размещены канцелярия, библиотека, архивы и конференц-база Общества. «Товариство» в Америке (НОШ-А) подхватило научную и издательскую эстафету первоначального НТШ, и достойно представило научную мысль и государственные аспирации украинцев на протяжении 50-летней послевоенной эпохи. НОШ-А в диаспоре сохранило структуру членства по секциям. Оно добавило в казну украиноведения более 50 томов Записок НТШ. Значительным является вклад в рамках «Библиотеки украиноведения», получили большую популярность десятки томов «Украинского Архива» с краеведческо-мемуарными материалами о западноукраинских регионах. Самоотверженно работали в системе Общества: Николай Чубатый, Роман Смаль-Стоцкий, Матвей Стахов, Григорьева Лужницкий, Василий Лев, Осип Андрушкив, Роман Осинчук, Ярослав Падох, Василий Ленцик, Леонид Рудницкий и другие. Важным новым опытно-издательским проектом НОШ-А является «Энциклопедия украинский диаспоры» под редакцией проф. Василия Маркус. Учитывая территориальную разбросанность подвижников труда НОШ на территории США, образованы Ячейки НОШ в Чикаго, Филадельфии, Вашингтоне, Детройте, Кливленде, Питтсбурге. Одним из главных конференц-проектов НОШ-А являются ежегодные шевченковские конференции, которых проведено уже 23. Сегодня НОШ-А (председатель Л. Онишкевич) системно осуществляет акции, связанные с поддержкой на Украине стратегических издательских проектов в сфере объективного украиноведения.

### Канада
Центром Научного общества им. Шевченко в Канаде (НОШ-К) является Торонто. Со времени своего основания (1949) НОШ-К ведет существенную конференционную деятельность, под эгидой Общества появились десятки томов трудов и сборников. В составе НОШ-К послевоенного периода Евгений Вертипорох, Ярослав Пастернак, Ярослав Рудницкий, Богдан Стебельский, Владимир Мацкив и десятки ученых младшего поколения. Общество имеет территориальные ячейки в Эдмонтоне, Оттаве, Монреале.

### Австралия
На протяжении четырех десятилетий организационную и общественную деятельность проводил еще один диаспорный центр НОШ на австралийском континенте, где действовали очаги в Сиднее, Мельбурне, Канберре и Аделаиде. Деятельность НОШ осуществляется совместно с Ассоциацией украинистов Австралии, и сосредоточивается вокруг университетов Мельборна и Сиднея.
С 1955 г. деятельность диаспорных центров НОШ координировалась Главным Советом НТШ, который после присоединения к его деятельности главной краевой структуры Общества на Украине, переименован во Всемирный Совет Научных обществ им. Шевченко. Ее Генеральный секретариат перенесен навсегда на Украину.

## Деятельность в новой Украине
Сегодня НТШ на Украине объединяет более 1400 ученых, которые сосредоточены в 6 секциях и 35 разнопрофильных комиссиях, которые предоставляют Обществу универсальный академический статус. Общегосударственный характер Общества обеспечивают 15 территориальных ячеек НТШ, в частности, в Киеве, Харькове, Черкассах, Симферополе, Донецке (Донецкое отделение НОШ), Луцке, Ужгороде, Черновцах, Ивано-Франковске, Тернополе, Луганске. Научной сердцевиной Общества является корпус действительных членов НОШ, в который на новом этапе деятельности Общества (с 1989 г.) избраны 125 ученых. С 1990 по 2010 г. уже состоялось 21 научная сессия. Общество ежегодно проводит также всеукраинские и международные конференции, среди которых стоит отметить: Конференцию к 125-летию М. Грушевского; Географическую международную конференцию памяти В. Кубийовича ; Конгресс к 125-летию НТШ, украинско-польским отношениям и НТШ; конференцию, посвященную 125-летию М. Шаповалу. Кроме украиноведческих конференций, проведен ряд форумов в разных сферах наук по физике, компьютерным наукам, экологии, материаловедению и т. д. Основной сферой работы НТШ на Украине является издательская деятельность. В частности ,Идзьо Виктор Вячеславович украинский историк пролил свет на ранее неизвестных аспектах деятельности украинской повстанческой армии, организации украинских националистов, первой половине XX века. Профессор доктор физико-математических наук Огирко Игорь Васильевич кафедры электронных изданий Украинской академии печати.Научное направление — информационные системы,теория систем,системный анализ.

## Председатели научного общества им. Шевченко

### Председатели научного общества им. Шевченко во Львове
- Корнило Сушкевич (1873—1885)
- Сидор Громницкий (1885—1887, 1889—1891)
- Демьян Гладилович (1887—1889, 1891—1892)
- Юлиан Целевич (1892—1893)
- Александр Барвинский (1893—1897)
- Михаил Грушевский (1897—1913)
- Степан Томашивский (1913—1918)
- Василий Щурат (1919—1923)
- Кирилл Студинский (1923—1932)
- Владимир Левицкий (1932—1935)
- Иван Раковский (1935—1940)
- Олег Романов (1989—2005)
- Олег Купчинский (с 2005)

### Председатели Научного общества им. Шевченко В США
- Николай Чубатый (1947—1952)
- Роман Смаль-Стоцкий (1952—1969)
- Матвей Стахив (1969—1974)
- Осип Андрушкив (1974—1977)
- Ярослав Падох (1977—1990)
- Леонид Рудницкий (1990—2000)
- Лариса Онишкевич-Залесская (2000—2006)
- Орест Попович (с мая 2006)

### Председатели Научного общества им. Шевченко в Канаде
- Евгений Вертипорох (1949—1973)
- Богдан Стебельский (1974—1994)
- Владимир Мацкив (1994—2000)
- Дарья Даревич от 2000 г.

## Этапы развития
- 1873 — 92 гг. — приобретение типографии и издание книг на украинском языке;
- 1893—1914 гг. — создание трех Секций: филологической, историко-философской и математико—природоведческой—медицинской и фактическое оформление общества в Академию наук;
- 1915—1939 гг. — создание высших учебных заведенией — Львовского украинского университета и Украинской политехнической школы.
- 1940—1944 гг. — ликвидация НТШ и образование на его основе филиала АН УССР;
- 1947 год — возобновление работы НТШ в Германии;
- 1955 год — перенос штаб-квартиры общества во Францию и создание региональных отделений в Австралии, Америке и других странах.
- 1989 год — создание регионального отделения на Украине.